# Lodowczyk

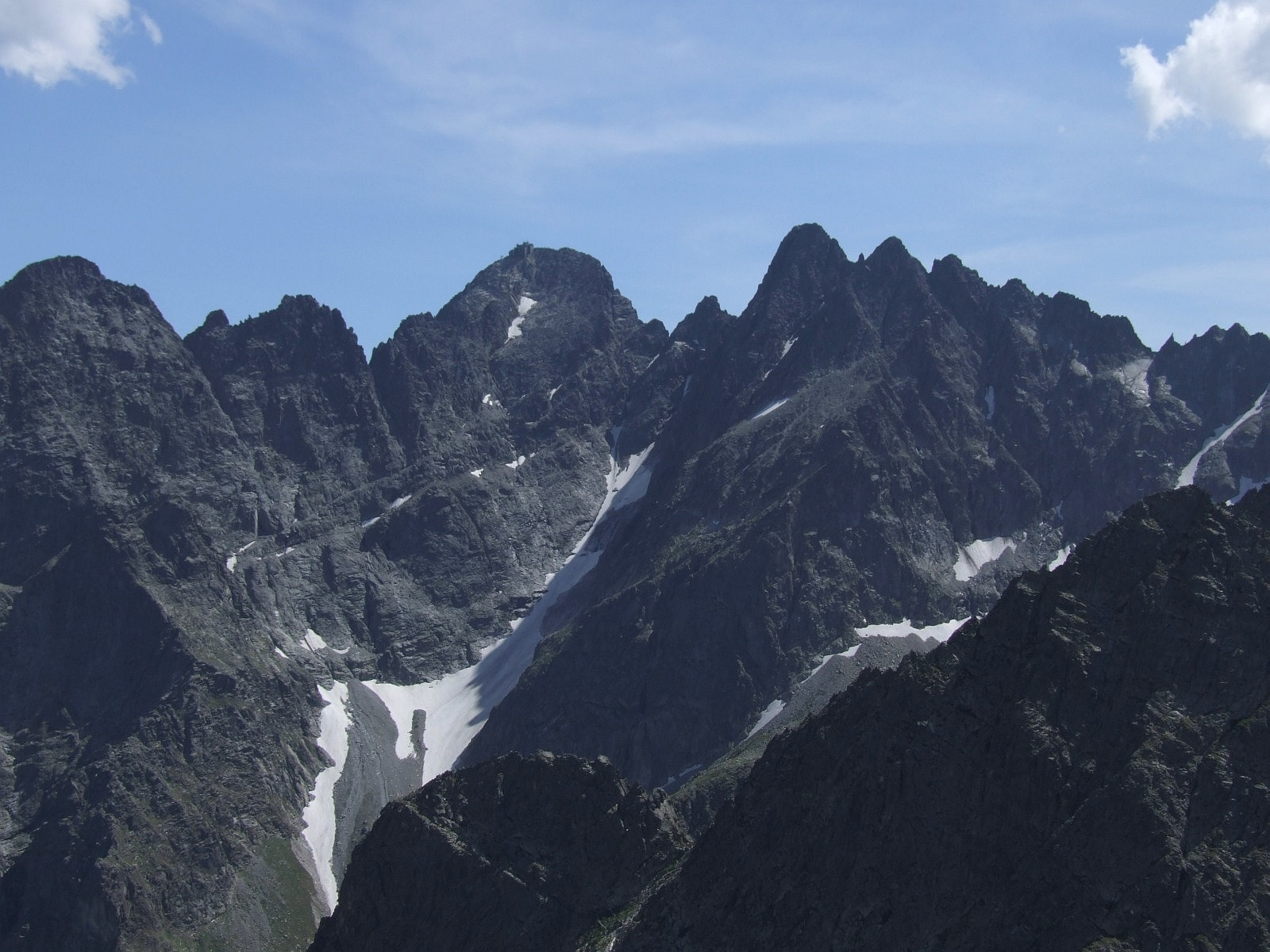
Miedziany Śnieżnik

Lodowczyk (ang. glacieret) – niewielki lodowiec lub masa lodu zalegająca we wklęsłych formach terenu przez przynajmniej dwa kolejne lata. Lodowczyki istnieją dzięki akumulacji śniegu nawianego lub przeniesionego przez lawiny. Nie wykazują wyraźnego ruchu i mają mniejszą grubość niż normalne lodowce. Mogą być pozostałością po recesji wcześniej istniejących, większych lodowców – wtedy bywają określane jako martwe lodowce.
W Tatrach wieloletnie formy firnowo-lodowe bywają często nazywane śnieżnikami. Większość tatrzańskich śnieżników jest czymś pośrednim między prawdziwymi lodowcami a sezonowymi płatami śniegu. Witold Henryk Paryski uważa, że lepiej używać dla nich określenia śnieżnik niż lodowczyk. 